# Будапешт-Келети (вокзал)
Вокзал Ке́лети (венг. Keleti pályaudvar — «Восточный вокзал») — крупнейший из трёх железнодорожных вокзалов Будапешта наряду с Ньюгати и Дели. Вокзал располагается в Пеште в VIII районе на площади Бароша (венг. Baross tér). Рядом находится станция метро «Келети пайаудвар».
Здание вокзала построено в стиле неоренессанса в 1881—1884 годах. На момент открытия вокзал считался одним из самых современных вокзалов Центральной Европы и был оснащён электрическим освещением. Реставрация вокзала проходила в 1998 году.

## Архитектура
Здание спроектировано венгерскими архитекторами Дьюлой Рохлицем (Rochlitz Gyula, 1827 — 1886) и Яношем Фекетехази и было построено в 1881—1884 годах. Главный фасад украшают статуи, изображающие Джеймса Уатта и Джорджа Стефенсона. Внутри вокзала находятся фрески работы Кароля Лотца.

## Общественный транспорт
У вокзала есть метро и остановки наземного транспорта.
- Метро:
- Трамвай:  24
- Троллейбусы:  73, 76, 78, 79, 80, 80A
- Автобусы:  5, 7, 7E, 8E, 20E, 30, 30A, 108E, 110, 112, 133E, 230
- Ночнобусы:  907, 908, 931, 956, 973, 990

## Расстояние до других вокзалов
| - Татабанья: 73 км - Дьёр: 140 км - Печ: 237 км - Хатван: 67 км - Эгер: 140 км - Мишкольц: 182 км - Шаторальяуйхей: 266 км - Солнок: 100 км - Бекешчаба: 196 км | - Берлин: 1026 км - Бухарест: 854 км - Клуж-Напока: 399 км - Мюнхен: 740 км - Прага: 611 км - Тимишоара: 310 км - Вена: 254 км - Белград: 350 км - Загреб: 377 км - Цюрих: 1068 км |